# 名鉄バス津島営業所
名鉄バス津島営業所（めいてつバスつしまえいぎょうしょ）は、愛知県津島市大坪町にある名鉄バスの営業所。所属略号は津。

## 概説
最寄りバス停名が「大坪」であることから、大坪車庫とも呼ばれる。
利用者のための駐車場、駐輪場が設けられている。
他の営業所よりも敷地面積が広い利点を活かし、教習コースが設けられており、新人運転士の訓練などに使用される。
また、他社へ譲渡する車両が留置されることもある。
2022年（令和4年）2月1日より、名古屋・津島線（大治西条 - 名鉄バスセンター・栄間）および岩塚線（新家 - 名鉄バスセンター間）で名古屋市の敬老パスと福祉特別乗車券が利用できるようになった。ただし無料乗車ではなく、いったん利用者が運賃を支払い、後日名古屋市から利用相当額が支給される形となる。

## 所在地
- 愛知県津島市大坪町字大割65

## 沿革
- 1997年（平成9年）：名鉄津島線・尾西線 津島駅から現在地に移転。

## 現行路線
津島市からあま市を経て、名古屋市を結ぶ岩塚線、名古屋・津島線と東名阪自動車道を経由する名古屋長島温泉線の3路線を運行している。
【】内は系統番号。

### 名古屋・津島線
- 【40】：栄（オアシス21）- 笹島町 - 地下鉄太閤通 - 中村公園 - 稲葉地町 - 大治西条 - 安松 - 大坪（営業所）
- 【41】：名鉄バスセンター - 笹島町 - 地下鉄太閤通 - 中村公園 - 稲葉地町 - 大治西条 - 安松 - 大坪（営業所）
- 【43】：栄（オアシス21） -  笹島町 - 地下鉄太閤通 - 中村公園 - 稲葉地町 - 大治西条 - 安松 - 東神守 - 下切 - 津島駅
- 【44】：名鉄バスセンター - 笹島町 - 地下鉄太閤通 - 中村公園 - 稲葉地町 - 大治西条 - 安松 - 東神守 - 下切 - 津島駅
- 【45】：大坪（営業所）- 東神守 - 下切 - 津島駅

栄・名鉄バスセンターから愛知県道68号名古屋津島線（太閤通、佐屋街道（佐屋路）、津島下街道）をひたすら西へ走る系統である。安松経由と案内される事が多い。
大正橋西 - 七宝町桂付近までは旧道を経由する。
後に路線分割されるが以前は津島よりさらに西北に向かい、木曽川岸、東海大橋の袂にある給父（愛西市、旧八開村）まで達する系統であり、更には名鉄バスセンターを跨ぎ春日井線春日井市民病院前までの直通便もあった。
栄乗り入れは2001年（平成13年）6月からで、栄 - 大坪（現行の【40】にあたる）より運行開始、当初は、笹島町 → 名古屋観光ホテル → 錦通本町 → 栄 → 東桜通 → 長者町 → 名古屋観光ホテル → 笹島町という循環運行で、栄では大津通にある基幹バス北行き停に停車していた。
2002年（平成14年）10月にはオアシス21が開業し乗り入れを開始、上下とも錦通本町経由となり東桜通と長者町は経由しなくなった。
2003年（平成15年）3月より栄 - 津島（現行の【43】）運行開始、更に名古屋市交通局との共同運行となり、広小路通（愛知県道60号名古屋長久手線）経由に変更し大治西条までのバス停を市バスに揃えた。
栄 ・名鉄バスセンター - 大治西条間は、名古屋市営バスとの共同運行区間。ただし、料金支払い方式や乗降方式、バス停のポール（隣接して置いてはあるが）、時刻表は両社局別々である。過去には栄が起終点となるものは幕色を市バスと同様のマゼンタとしていた。
日中の運行本数は栄発着が毎時2本程度、名鉄バスセンター発着が毎時2本程度であり、津島駅発着と大坪発着が約半数ずつ運行されている。市バスは名古屋駅発着のほかに途中の中村公園発着もあり（栄発着の市バスは大治西条へは行かない）、平日朝はかなりの本数となる。
栄 - 笹島町 - 中村公園は北へ迂回する地下鉄東山線とは異なりショートカットしているが、所要時間は東山線より長い。
毎年3月のマラソンフェスティバル ナゴヤ・愛知開催日は栄 - 柳橋（西）（栄行き）・笹島町（東）（栄発）が運休となる。

### 岩塚線
- 【51】：名鉄バスセンター - 六反 - 地下鉄岩塚 - 岩塚本通5丁目 - 千音寺 - 鷹居 - 大坪（営業所）
- 【54】：名鉄バスセンター - 六反 - 地下鉄岩塚 - 岩塚本通5丁目 - 千音寺 - 鷹居 - 百町 - 愛宕 - 津島駅
- 【55】：大坪（営業所） - 百町 - 愛宕 - 津島駅

名駅通を南下し大須通を右折、黄金陸橋から佐屋街道（佐屋路）をなぞるように愛知県道115号津島七宝名古屋線・114号津島蟹江線を通り津島に向かう系統で、安松経由に対しこちらは岩塚経由と案内される。名古屋・津島線より本数は少なく、日中は両系統合わせて毎時2本程度の運行である。岩塚線は市バスとは共同運行ではなく、停留所の場所も完全には一致していない。市バスの定期券で乗車することはできないが、名古屋市内区間（名鉄バスセンター - 新家）は市バスに揃えた運賃設定となっている。また、栄発着便はない。
過去には現在の黄金陸橋ではなくもう少し南の長良橋経由であった。

### 名古屋長島温泉線
- 【名鉄バス 660a高速】（なばなの里通過便）
  - 名鉄バスセンター - 長島スポーツランド- 長島温泉

- 【名鉄バス 661a高速、三重交通バス 661】
  - 名鉄バスセンター - なばなの里 - 長島温泉 （三重交通バスと共同運行）

大倉団地、姫御前団地、フェニックス団地、横満蔵、松中、長島海岸の各バス停は三重交通担当便のみ停車して名鉄バスは停車しない。
2015年（平成27年）頃までの名鉄バス担当便は当営業所と名古屋営業所・春日井営業所により共同で運行されていた。
なお、この路線は他の路線とは異なり、観光バスタイプ車両で運行される。
また2020年（令和2年）4月より、当路線でもナンバリング表示が開始された。名鉄バスと三重交通では系統番号は同じであるが、ナンバリングの表示の仕方が異なった表示となっている。

### その他の所管路線
このほかに、地下鉄本陣駅 - 名古屋競輪の特定輸送と三菱重工小牧南工場の特定輸送や津島市巡回バス「ふれあいバス」、あま市巡回バスの運行受託も行っている。

## 廃止路線
- 津島 - 佐織役場前 - 永和荘前 - 富𠮷（善太線）
- 富吉 - 永和団地（善太線）
- 津島 - 日光 - 鹿伏兎 - 富𠮷（神島田線）
- 津島 - 西川端 - 給父・地泉院前（給父線）
- 津島 - 早尾 - 給父（給父線）
- 津島 - 早尾 - 東海大橋 - 須脇（津島・お千代保稲荷線　岐阜バスと共同運行)
- 津島 - 立田役場前（葛木線）
- 津島 - 佐屋駅 - 長島温泉（津島・長島線　季節運行）
- 津島 - 東神守 - 尾張温泉東海ヘルスセンター（蟹江線）
- 津島 - 鹿伏兎 - 尾張温泉東海ヘルスセンター（神島田線）
- 名鉄バスセンター - 安松 - 伊福神社前 - 尾張温泉東海ヘルスセンター（蟹江線）
- 尾張温泉東海ヘルスセンター → 蟹江駅前 → 近鉄蟹江駅前 → 尾張温泉東海ヘルスセンター（蟹江線）
- 名鉄バスセンター - 安松 - 新下田（名古屋・津島線）
- 津島 - 東神守 - 新下田（名古屋・津島線）
- 津島 - 柚木 - 佐屋駅前 - 弥富（弥富線）

## 車両

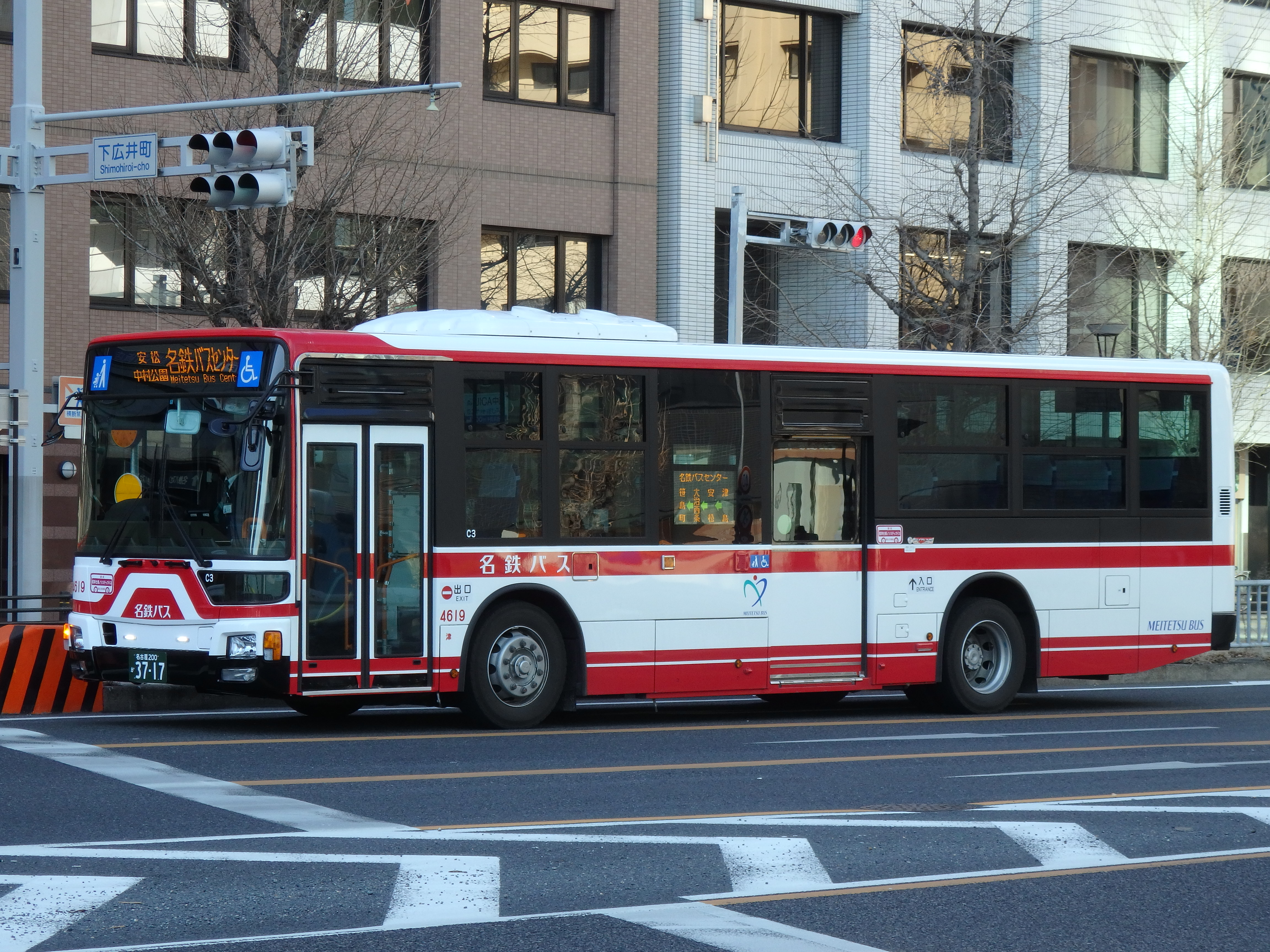
モデルチェンジ後の津島営業所の車両のエアロスター 4619号車

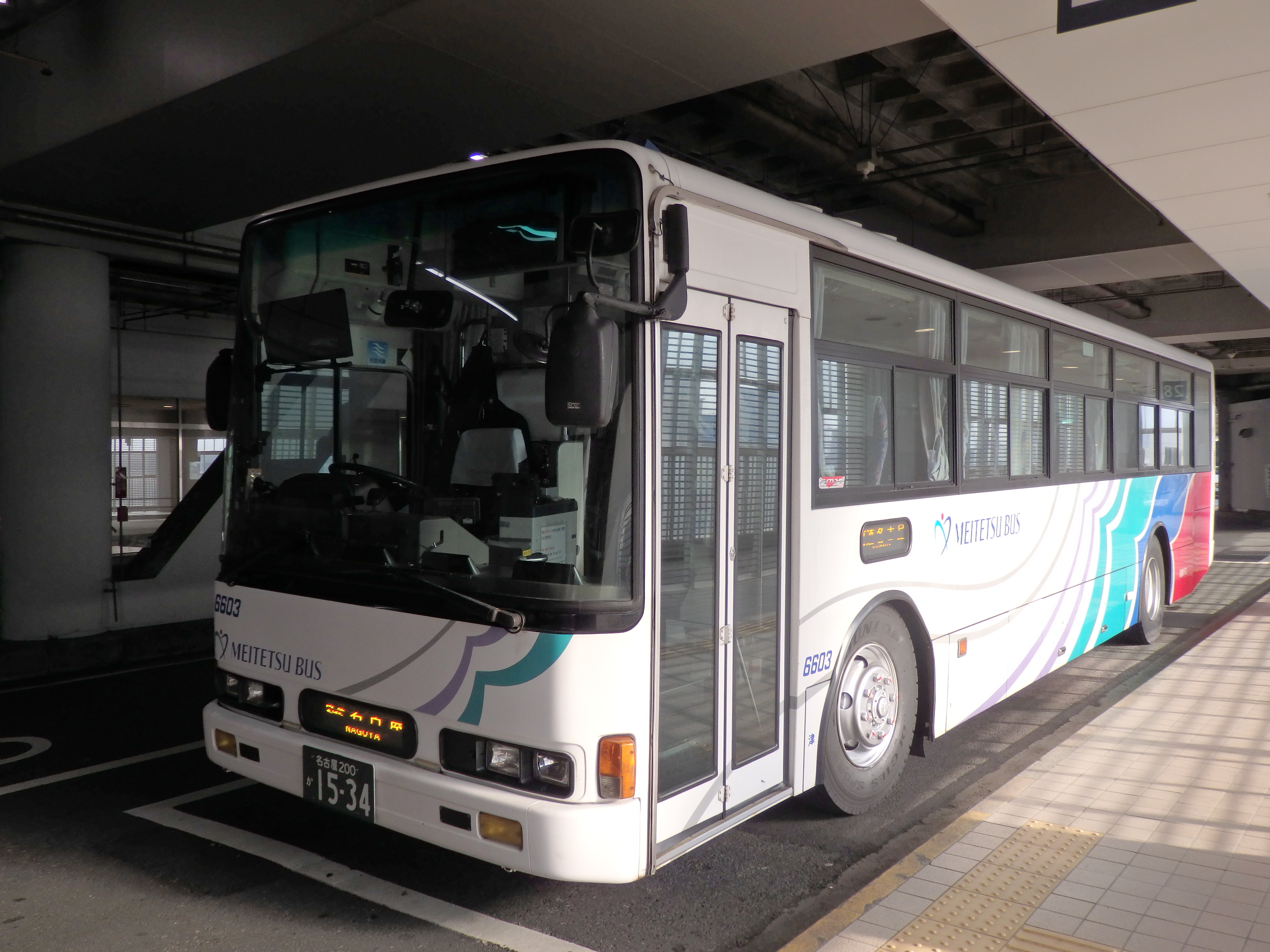
近距離高速・送迎仕様の津島営業所の車両のエアロスターツーステップ 6603号車

- 当営業所では唯一バイオディーゼル車を5台所有していたが、車両更新による置き換えにより既に廃車となっている。

当営業所は、名鉄バスの営業所の中では、唯一、中型車が所属していない。
2024年（令和6年）5月現在
- 三菱ふそう・エアロスター
- 三菱ふそう・エアロバス
- 日野・セレガ
- いすゞ・エルガ
- 日野・ポンチョ（ふれあいバス専用車）

## その他
当営業所の路線バスも、一宮営業所と同様、車内アナウンスが、名古屋営業所と名古屋中央営業所と同じ声に変更されている。また、当営業所も基幹バスと同様、運賃液晶式ディスプレイが導入されている。